# Султанабад (Андижанская область)
Султанабад  (узб. Sultonobod) — посёлок городского типа в Кургантепинском районе Андижанской области Узбекистана, административный центр Султанабадского сельсовета.
Население посёлка городского типа — 16 450 человек (2015). Город стоит на берегу канала Андижансай. Железнодорожная станция Султанабад на линии Карасу-Узбекский — Кок-Янгак.

## История
Многочисленные археологические находки на территории современного Султанабада, указывают на то, что данная местность была издавна обжита человеком. На территории городского посёлка находятся следующие археологические памятники, входящие в список «Объектов материального культурного наследия Узбекистана республиканского значения», Султонобод (IV — VIII вв), Иттифоктепа (III — IV вв), Иттифоктепа I (II — IV вв), Деватепа (I — IV вв), Деватепа I (II — IV вв), Хидиршатепа (II — IV вв), Хидиршатепа I (IV в),  Хидиршатепа II (III — IV вв), Бордонмозор (III — VIII вв), Кесканёртепалиги (II — VIII вв).
По данным на 1 октября 1948 года, сельсовет Султанабад входил в состав Ворошиловского района Андижанской области Узбекской ССР.
В 2009 году Султанабад получил статус городского посёлка.
В 2019 году, часть территории городского посёлка была присоединена к городу Ханабаду.

## Достопримечательность
Святилище «Биби Сешанбе», место паломничества местного населения, в его окрестностях находятся целебные источники «Кукбулок» и «Кизбулок».